# Arpeo

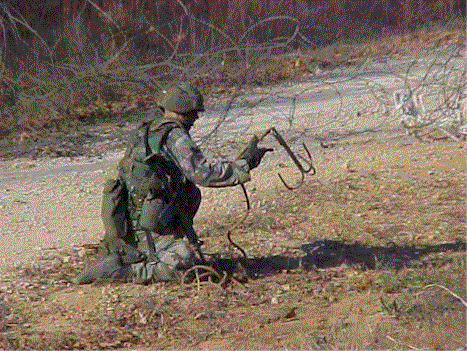
Soldado con un arpeo.

Arpeo (del francés antiguo, harpeau, diminutivo de harpe, garra) puede hacer referencia a:
- Instrumento de hierro formado por garfios en forma de garabatos que se emplea para rastrear el fondo y pescar los objetos sumergidos. Cuando es de pequeño tamaño va enmangado en un asta de madera para ser manejado a brazo en parajes de poca profundidad. Los de mayores dimensiones, que comúnmente tienen forma de rezón, llevan un arganeo por el que se unen al chicote de un cabo o cadena. En la guerra naval se ha hecho uso de los arpeos para aferrarse una embarcación a otra en el acto del abordaje. A tal arpeo de guerra llamaban los romanos manus ferrea o corvus.
- Instrumento de forma parecida al usado en la marina, compuesto de varios ganchos de hierro con un mango donde se enchufaba un asta de madera. Su principal uso era el arrojarlo desde la muralla para enganchar a los soldados asaltantes, bien lanzándolo a mano o mediante la máquina de guerra llamada cigüeña. Un arpeo compuesto de tres o cuatro garfios de hierro al extremo de un largo mango de madera se usa para acercar a la orilla o juntar unos a otros los cuerpos flotantes que forman los puentes militares.[2]